# Guinea Ecuatorial Airlines
Guinea Ecuatorial Airlines är ett flygbolag ifrån Ekvatorialguinea, som haft ett flygplan av typen ATR 42 .
Bolaget har förbjudits att flyga i Europa .